# Campionati del mondo di ciclismo su strada 1984
I Campionati del mondo di ciclismo su strada 1984 si disputarono a Barcellona, in Spagna. Fu corsa solo la gara riservata ai professionisti, mentre i titoli Uomini Dilettanti e Donne furono assegnati ai Giochi della XXIII Olimpiade di Los Angeles.
Fu dunque assegnato solo un titolo:
- Prova in linea Uomini Professionisti, gara di 255,55 km

## Storia
L'edizione del 1984 fu corsa sull'impegnativo circuito del Montjuïc, che vide nel 1973 il successo dell'italiano Felice Gimondi. Il caldo mise fuori gioco molti dei favoriti e, tra quelli rimasti, fu il belga Claude Criquielion a lanciare l'attacco che si rivelò vincente. L'italiano Claudio Corti provò un tentativo di inseguimento che tuttavia gli valse solo il secondo posto. Il canadese Steve Bauer si aggiudicò la volata nel gruppo.

## Medagliere
| Pos.   | Nazione | Oro | Argento | Bronzo | Totale |
| ------ | ------- | --- | ------- | ------ | ------ |
| 1      | Belgio  | 1   | 0       | 0      | 1      |
| 2      | Italia  | 0   | 1       | 0      | 1      |
| 3      | Canada  | 0   | 0       | 1      | 1      |
| Totale | Totale  | 1   | 1       | 1      | 3      |

## Sommario degli eventi
| Eventi                 | Oro                       | Tempo                      | Argento              | Tempo | Bronzo             | Tempo   |
| Uomini Professionisti  |                           |                            |                      |       |                    |         |
| Gara in linea dettagli | Claude Criquielion Belgio | 6h46'46" Media 37,695 km/h | Claudio Corti Italia | a 14" | Steve Bauer Canada | a 1'01" |